# Carl Johan Bladh
Carl Johan Bladh (i riksdagen kallad Bladh i Örsjö), född 6 oktober 1839 i Algutsboda församling, Kronobergs län, död 23 september 1896 i Örsjö församling, Kalmar län, var riksdagsman och ledamot av andra kammaren.